# Gypsacanthus
Gypsacanthus là chi thực vật có hoa trong họ Acanthaceae.